# Alessia Polieri
Alessia Polieri (Castel San Pietro Terme, 21 de octubre de 1994) es una deportista italiana que compitió en natación, especialista en el estilo mariposa. Ganó tres medallas en el Campeonato Europeo de Natación en Piscina Corta entre los años 2010 y 2015.

## Palmarés internacional
| Campeonato Europeo en Piscina Corta | Campeonato Europeo en Piscina Corta | Campeonato Europeo en Piscina Corta | Campeonato Europeo en Piscina Corta |
| Año                                 | Lugar                               | Medalla                             | Prueba                              |
| ----------------------------------- | ----------------------------------- | ----------------------------------- | ----------------------------------- |
| 2010                                | Eindhoven (Países Bajos)            | Medalla de plata                    | 200 m mariposa                      |
| 2012                                | Chartres (Francia)                  | Medalla de bronce                   | 200 m mariposa                      |
| 2015                                | Netanya (Israel)                    | Medalla de bronce                   | 200 m mariposa                      |